# Martin Brodeur
Martin Pierre Brodeur (* 6. Mai 1972 in Montréal, Québec) ist ein ehemaliger US-amerikanisch-kanadischer Eishockeytorwart, der von 1992 bis 2014 für die New Jersey Devils in der National Hockey League spielte und von Dezember 2014 bis Januar 2015 bei den St. Louis Blues unter Vertrag stand. Brodeur gilt mit drei Stanley-Cup-Siegen, vier Vezina Trophies, neun Teilnahmen am NHL All-Star Game und zwei olympischen Goldmedaillen sowie zahlreichen Rekorden als einer der besten Torhüter in der Geschichte der NHL und war eine der prägendsten Figuren des Eishockeysports in den 1990er- und 2000er-Jahren.
Während seiner Laufbahn in der NHL hat Brodeur in sechs Spielzeiten 40 oder mehr Siege erzielt (die nächstbesten Torhüter haben maximal drei solcher Saisons erreicht) und in zehn aufeinanderfolgenden Saisons über 30 Siege, was bisher keinem anderen Torhüter in der NHL gelang. Brodeur ist weiterhin der Torhüter mit den meisten Siegen (691), Spielen ohne Gegentore (125) sowie ununterbrochenen Playoff-Einsätzen in der NHL. Im Jahre 2018 wurde er in die Hockey Hall of Fame gewählt.
Seit August 2018 ist Brodeur im Management der New Jersey Devils tätig.

## Karriere
Martin Brodeur spielte von 1988 bis 1989 bei den Montreal Bourassa in der QAAA. Sein Vater ist der ehemalige Torwart Denis Brodeur; sein Bruder Claude (* 1959) spielte in seiner Jugend ebenfalls Eishockey, kam aber nicht über die QMJHL hinaus. 1989 wechselte Brodeur zu der Eishockeymannschaft der Saint-Hyacinthe Laser in die QMJHL.

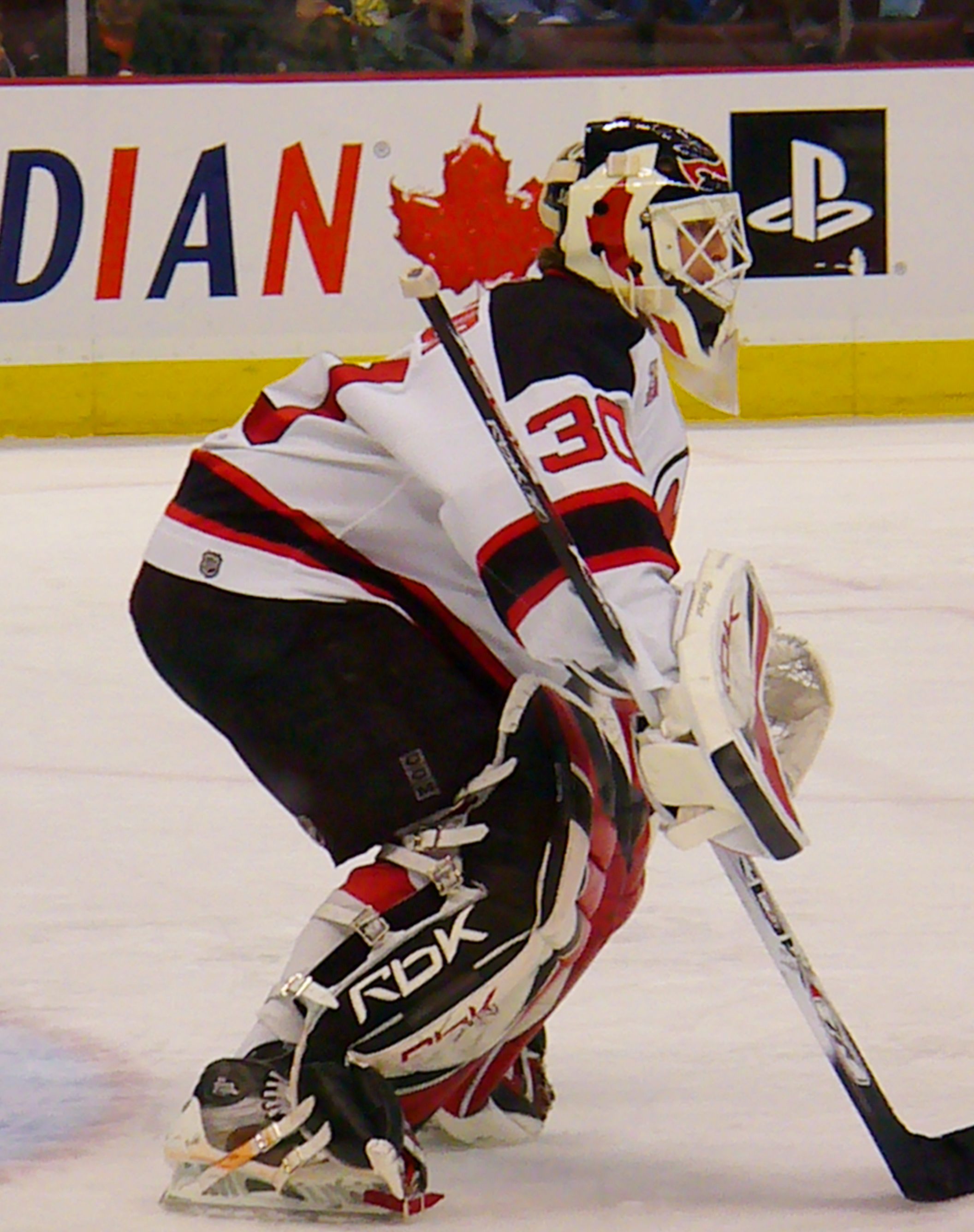
Brodeur im Dress der New Jersey Devils

### New Jersey Devils (1992–2014)
Er wurde im NHL Entry Draft 1990 in der ersten Runde an 20. Stelle von den New Jersey Devils verpflichtet und spielte seither für die Devils. In der Saison 1991/92 bestritt Brodeur dann sein erstes NHL-Spiel für die Devils. 1992/93 spielte er ein Jahr in der AHL für das Farmteam Utica Devils, bevor er dann in der Saison 1993/94 ganz zu den Devils wechselte und dort den bisherigen Stammtorhüter Chris Terreri verdrängte. Dabei zeigte Brodeur ansprechende Leistungen im Tor, sodass im Anschluss der regulären Saison mit der Calder Trophy als bester Rookie der NHL ausgezeichnet wurde. In den Play-offs führte er seine Mannschaft bis ins Eastern-Conference-Finale, wo man jedoch den New York Rangers unterlag. In der Spielzeit 1994/95, welche durch den Lockout auf 48 Spiele verkürzt war, überzeugte Brodeur mit starken Auftritten in den Play-offs und war mitverantwortlich für den Einzug der Devils ins Finale um den Stanley Cup. Dort gewann man die Serie gegen die favorisierten Detroit Red Wings überraschend deutlich in vier Spielen und wurde somit Stanley-Cup-Sieger.
In der Saison 1995/96 absolvierte Brodeur 74 von 82 Spielen als Starttorhüter und stellte somit einen neuen Rekord für die meisten Einsatzminuten eines Goalies innerhalb einer Spielzeit auf. Darüber hinaus blieb er in sechs Spielen ohne Gegentor und nahm am NHL All-Star Game sowie am World Cup of Hockey 1996, wo er mit dem Team Canada die Silbermedaille gewann, teil. In der folgenden Saison 1996/97 bestätigte Brodeur seine Form aus den Vorjahren und erreichte den niedrigsten Gegentorschnitt eines Torhüters seit 30 Jahren, wofür er mit der William M. Jennings Trophy ausgezeichnet wurde. In der ersten Runde der Play-offs gelang ihm der erste Treffer seiner Karriere, als sein Schuss im leeren Tor der Montreal Canadiens landete. Die folgende Spielzeit beendete der Kanadier mit insgesamt 43 Siegen und zehn Partien ohne Gegentor, konnte jedoch in den Play-offs nicht an seine Leistungen aus der Hauptrunde anknüpfen. Dort zeigte er mit 20 Gegentoren und einer Fangquote von 85,6 % die schlechteste Play-off-Leistung seiner bisherigen Karriere. In der Saison 1999/00 konnte Brodeur erneut 43 Siege in der regulären Saison verbuchen und überzeugte anschließend mit herausragenden Leistungen in den Play-offs. In der ersten Runde gegen die Florida Panthers bekam er lediglich sechs Gegentore in vier Spielen, ehe er in der folgenden Runde gegen die Toronto Maple Leafs sogar zwei Partien ohne Gegentore bestritt und den Devils damit den Einzug in das Eastern Conference-Finale sicherte. Dort führten die Philadelphia Flyers zunächst mit 3:1 in der Serie, doch Brodeur ließ in den folgenden drei Spielen lediglich drei Gegentore zu und sorgte somit dafür, dass die Devils den Rückstand drehten und ins Finale einzogen. Im Finale setzte man sich gegen die Dallas Stars durch und gewann somit zum zweiten Mal innerhalb von sechs Jahren den Stanley Cup.
Die Saison 2000/01 beendete Brodeur zum dritten Mal infolge mit mehr als 40 Siegen und spielte zum sechsten Mal infolge beim NHL All-Star Game. In der ersten Play-off-Runde gegen die Carolina Hurricanes blieb der Linksfänger in zwei Spielen ohne Gegentor, sodass die Devils sich in der Serie in sechs Partien durchsetzten. Das Gleiche gelang ihm im Eastern-Conference-Finale gegen die Pittsburgh Penguins und war somit abermals maßgeblich mitbeteiligt für den erneuten Einzug der Devils ins Stanley Cup Finale, wo man jedoch der Colorado Avalanche unterlag. In der Saison 2002/03 konnte Brodeur letztlich die Vezina Trophy als bester Torhüter der Liga gewinnen, nachdem er bereits in den Jahren zuvor häufig nominiert worden war. Die Leistungen des Kanadiers in den Play-offs wurde als eine der besten seiner Karriere und wichtigster Faktor beim dritten Stanley-Cup-Sieg der Devils bewertet, wo er in der Finalserie gegen die Mighty Ducks of Anaheim in drei Spielen ohne Gegentreffer blieb. Trotzdem wurde sein Gegenüber Jean-Sébastien Giguère mit der Conn Smythe Trophy als wertvollster Spieler der Play-offs ausgezeichnet, wodurch diese Trophäe zum ersten Mal seit 1987 nicht an einen Akteur aus der Mannschaft des jeweiligen Stanley Cup Siegers vergeben wurde. In der drauf folgenden Saison erhielt Brodeur erneut die Vezina Trophy sowie die Jennings Trophy, schied jedoch mit den Devils in der ersten Play-off-Runde gegen die Philadelphia Flyers aus.
Nachdem die Saison 2004/05 aufgrund eines Lockout abgesagt worden war, verlängerten die Devils im Januar 2006 seinen Vertrag um sechs Jahre mit einem kolportierten Gesamtgehalt von 31,2 Millionen US-Dollar. In der ersten Hälfte der Spielzeit 2005/06 hatte Brodeur zunächst mit einigen Leistungsschwankungen zu kämpfen, ehe er sich zum Saisonende stabilisierte und die Devils auf den ersten Platz in der Atlantic Division führte, jedoch das Ausscheiden seiner Mannschaft in der zweiten Play-off-Runde gegen die Carolina Hurricanes nicht verhindern konnte. In der Saison 2006/07 folgte Brodeurs neunte Teilnahme am NHL All-Star Game sowie sein dritter Gewinn der Vezina Trophy. Im Februar 2007 erreichte der Kanadier beim 6:5-Erfolg seiner Mannschaft gegen die Philadelphia Flyers der 45. Overtime-Sieg seiner Karriere und stellte damit einen neuen Torwartrekord in der Geschichte der NHL auf. Bei den ersten 38 Siegen der Devils in der Spielzeit stand jeweils Brodeur im Tor, wodurch er ebenfalls eine neue Bestmarke als Torhüter mit den meisten aufeinanderfolgenden Siegen für eine Mannschaft markierte. Weiterhin erzielte er im April 2007 den 48. Saisonsieg, was vorher keinem Torhüter innerhalb einer Spielzeit gelang. In den Play-offs zeigte der Goalie eher durchwachsene Leistungen, sodass die Devils in der zweiten Runde gegen die Ottawa Senators mit 15 Gegentoren in fünf Spielen ausschieden.
In der Saison 2007/08 schieden die Devils in der ersten Play-off-Runde gegen den Rivalen New York Rangers aus, ein Vorfall zwischen Brodeur und dem gegnerischen Angreifer Sean Avery sorgte dabei für Aufsehen. Im dritten Spiel der Serie hatte sich Avery in seiner Rolle als Agitator während eines doppelten Überzahlspiels der Rangers vollständig vom eigentlichen Spielgeschehen abgewendet und war lediglich darauf bedacht, sich vor Brodeur zu positionieren und ihn mit ständigen Bewegung seines Schlägers sowie seiner Hände abzulenken bzw. die Sicht auf den Puck zu versperren. Dieses Verhalten wurde in der Eishockeyszene als grob unsportliches Verhalten gewertet, sodass die NHL unmittelbar im Anschluss ihr Regelwerk um die sogenannte Sean Avery Rule erweiterte, welche solche Aktionen zukünftig verhindern soll. Während der Saison 2009/10 brach er den Shutout-Rekord von Terry Sawchuk, der während seiner aktiven Laufbahn 103 Partien in der NHL ohne Gegentor beendete, und setzte bis zum Saisonende mit 110 Karriere-Shutouts eine neue Bestmarke. Im Sommer 2012 unterschrieb er einen weiteren Zweijahresvertrag bei den Devils.
Am 9. Februar 2016 wurde Brodeurs Trikotnummer 30 in einer feierlichen Zeremonie von den Devils gesperrt und wird somit fortan nicht mehr im Franchise vergeben. Sein Trikot hängt nun unter dem Hallendach des Prudential Centers; zudem wurde eine Statue von ihm vor der Arena enthüllt. Wenig später wurde er im Jahre 2018 in die Hockey Hall of Fame gewählt.

### St. Louis Blues und Karriereende (seit 2015)
Nach der Saison 2013/14 und somit nach 22 Jahren verließ er die New Jersey Devils, um sich als Free Agent nach einem neuen Arbeitgeber umzusehen. Im Dezember 2014 unterschrieb er einen Einjahresvertrag bei den St. Louis Blues, die damit auf die Verletzung ihres Stammtorhüters Brian Elliott reagierten. Nicht einmal zwei Monate später gab Brodeur mit 29. Januar 2015 sein offizielles Karriereende als Aktiver bekannt und wechselte ins Management der Blues. Dort war er über drei Jahre aktiv, bevor er im August 2018 zu den New Jersey Devils zurückkehrte und dort als Executive Vice President of Business Development vorgestellt wurde.

### International
Brodeur spielte bereits zweimal für Kanada bei einer Eishockey-Weltmeisterschaft, 1996 und 2005. Ebenfalls zweimal vertrat Brodeur sein Land beim World Cup of Hockey, 1996 und 2004.
Bei Olympia war Brodeur viermal aktiv, 1998 noch als dritter Torwart, holte er 2002 als erster Torwart Gold. 2006 spielte er wieder als erster Torwart, schied aber mit den Kanadiern im Viertelfinale aus. 2010 wurde er als zweiter Torhüter wieder Olympiasieger.

## Erfolge und Auszeichnungen
| - 1990 QMJHL All-Rookie Team - 1992 QMJHL Second All-Star Team - 1994 NHL-Rookie des Monats Januar - 1994 NHL-Rookie des Monats März - 1994 NHL All-Rookie Team - 1994 Calder Memorial Trophy - 1995 Stanley-Cup-Gewinn mit den New Jersey Devils - 1996 Teilnahme am NHL All-Star Game - 1997 Teilnahme am NHL All-Star Game - 1997 NHL Second All-Star Team - 1997 William M. Jennings Trophy (gemeinsam mit Mike Dunham) - 1997 NHL-Spieler des Monats November - 1998 Teilnahme am NHL All-Star Game - 1998 NHL Second All-Star Team - 1998 William M. Jennings Trophy - 1999 Teilnahme am NHL All-Star Game - 2000 Teilnahme am NHL All-Star Game - 2000 Stanley-Cup-Gewinn mit den New Jersey Devils - 2001 Teilnahme am NHL All-Star Game - 2003 Teilnahme am NHL All-Star Game | - 2003 NHL First All-Star Team - 2003 William M. Jennings Trophy (gemeinsam mit Roman Čechmánek und Robert Esche) - 2003 Vezina Trophy - 2003 Stanley-Cup-Gewinn mit den New Jersey Devils - 2003 NHL-Defensivspieler des Monats November - 2004 Teilnahme am NHL All-Star Game - 2004 NHL First All-Star Team - 2004 William M. Jennings Trophy - 2004 Vezina Trophy - 2006 NHL-Defensivspieler des Monats Januar - 2006 NHL Second All-Star Team - 2007 Teilnahme am NHL All-Star Game - 2007 NHL First All-Star Team - 2007 Vezina Trophy - 2008 Teilnahme am NHL All-Star Game (verletzungsbedingte Absage) - 2008 NHL Second All-Star Team - 2008 Vezina Trophy - 2010 William M. Jennings Trophy - 2018 Aufnahme in die Hockey Hall of Fame |

### International
| - 1996 Silbermedaille bei der Weltmeisterschaft - 1996 Zweiter Platz beim World Cup of Hockey - 2002 Goldmedaille bei den Olympischen Winterspielen - 2004 Goldmedaille beim World Cup of Hockey - 2004 All-Star-Team des World Cup of Hockey | - 2004 Beste Fangquote beim World Cup of Hockey - 2004 Bester Gegentorschnitt beim World Cup of Hockey (gemeinsam mit Rick DiPietro) - 2005 Silbermedaille bei der Weltmeisterschaft - 2010 Goldmedaille bei den Olympischen Winterspielen |

## Bemerkenswert
- Brodeur hat bereits drei Tore auf seinem Konto. Das erste Tor erzielte er ins leere Tor der Canadiens de Montréal in einem Play-off-Spiel in der Saison 1996/97. Das zweite Tor wurde ihm in einem Regular-Season-Spiel 1999/2000 gut geschrieben, als Simon Gagné von den Philadelphia Flyers ins eigene Tor traf und Brodeur der letzte Spieler der Devils war, der den Puck berührt hatte. Der dritte Treffer wurde ihm in einem Spiel der regulären Saison am 21. März 2013 gut geschrieben, als ein Spieler der Carolina Hurricanes mit einem Rückpass ins eigene Tor traf.
- Als erst zweiter Torhüter in der NHL-Geschichte erreichte Brodeur am 17. November 2007 mit einem 6–2-Triumph über die Philadelphia Flyers die Marke von 500 Siegen.
- Brodeur ist seit der Spielzeit 2007/08 der Torwart mit den meisten Spielzeiten mit mehr als 40 Siegen (7).
- Seit dem 17. März 2009 hält Martin Brodeur den Rekord für die meisten gewonnenen NHL-Spiele eines Torhüters.
- Am 19. Dezember 2009 setzte er mit seinem 1030. Spiel in der regulären Saison eine neue Bestmarke und brach damit den bisherigen Rekord von Patrick Roy.
- Am 21. Dezember 2009 schaffte er den 104. Shutout seiner Karriere und ist nun alleiniger Rekordhalter (4:0-Sieg gegen die Pittsburgh Penguins).
- Am 19. April 2012 setzte er beim 4:0 gegen die Florida Panthers mit seinem 24. Playoff-Shutout einen neuen Rekord für die Playoffs.

## Karrierestatistik
(Legende zur Torhüterstatistik: GP oder Sp = Spiele insgesamt; W oder S = Siege; L oder N = Niederlagen; T oder U oder OT = Unentschieden oder Overtime- bzw. Shootout-Niederlage; Min. = Minuten; SOG oder SaT = Schüsse aufs Tor; GA oder GT = Gegentore; SO = Shutouts; GAA oder GTS = Gegentorschnitt; Sv% oder SVS% = Fangquote; EN = Empty Net Goal; 1 Play-downs/Relegation; Kursiv: Statistik nicht vollständig)

## Persönliches
Neben seinem Vater Denis Brodeur (1930–2013) und seinem Bruder Claude Brodeur (* 1959), die einst als Eishockeyspieler aktiv waren, agieren auch seine Söhne Anthony Brodeur (* 1995), sowie die Zwillinge Jeremy Brodeur und William Brodeur (* 1996) in diesem Sport. Vor jedem Spiel küsste Brodeur die Rückseite seiner Maske, wo die Anfangsbuchstaben der Namen seiner vier Kinder stehen.